# Senna Lodigiana
Senna Lodigiana är en ort och kommun i provinsen Lodi i regionen Lombardiet i Italien. Kommunen hade 1 846 invånare (2018).